# Helmut Wandmaker

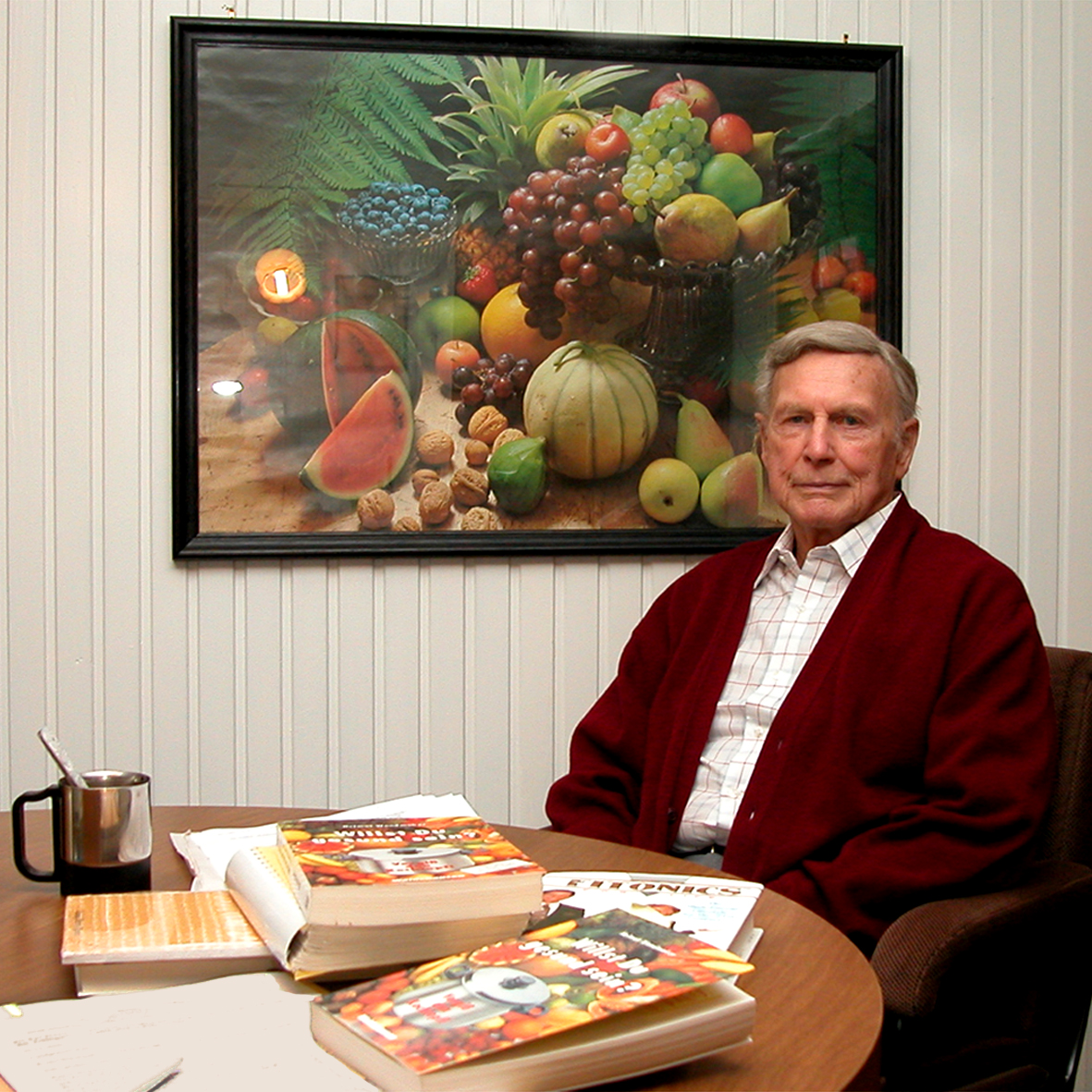
Helmut Wandmaker, 2003

Helmut Wandmaker (* 9. November 1916 in Schalkholz; † 19. Juli 2007 in Tellingstedt) war ein deutscher Offizier während des Zweiten Weltkriegs, Unternehmer, Rohkostpionier und Buchautor.

## Leben
Helmut Wandmaker kam als Sohn eines Kapitäns und einer Gemischtwarenhändlerin 1916 zur Welt. Nach dem Abitur am Ludwig-Meyn-Gymnasium studierte er Maschinenbau.
Von 1941 bis 1945 war Wandmaker Offizier an der Ostfront und wurde in dieser Zeit u. a. am 1. Juni 1944 mit dem Deutschen Kreuz in Gold, dem Ritterkreuz des Eisernen Kreuzes am 5. April 1945 sowie mit der Nahkampfspange in Gold am 7. April 1945 ausgezeichnet. Am Ende des Zweiten Weltkriegs war er Major der Reserve und Kommandeur des Panzergrenadierregiments 76.
1946 heiratete Wandmaker Lore Behnke, deren Eltern einen Laden in Tellingstedt hatten. Er führte diesen und übernahm zusätzlich das Geschäft seiner Mutter in Schalkholz. Aus der Ehe gingen drei Kinder hervor.

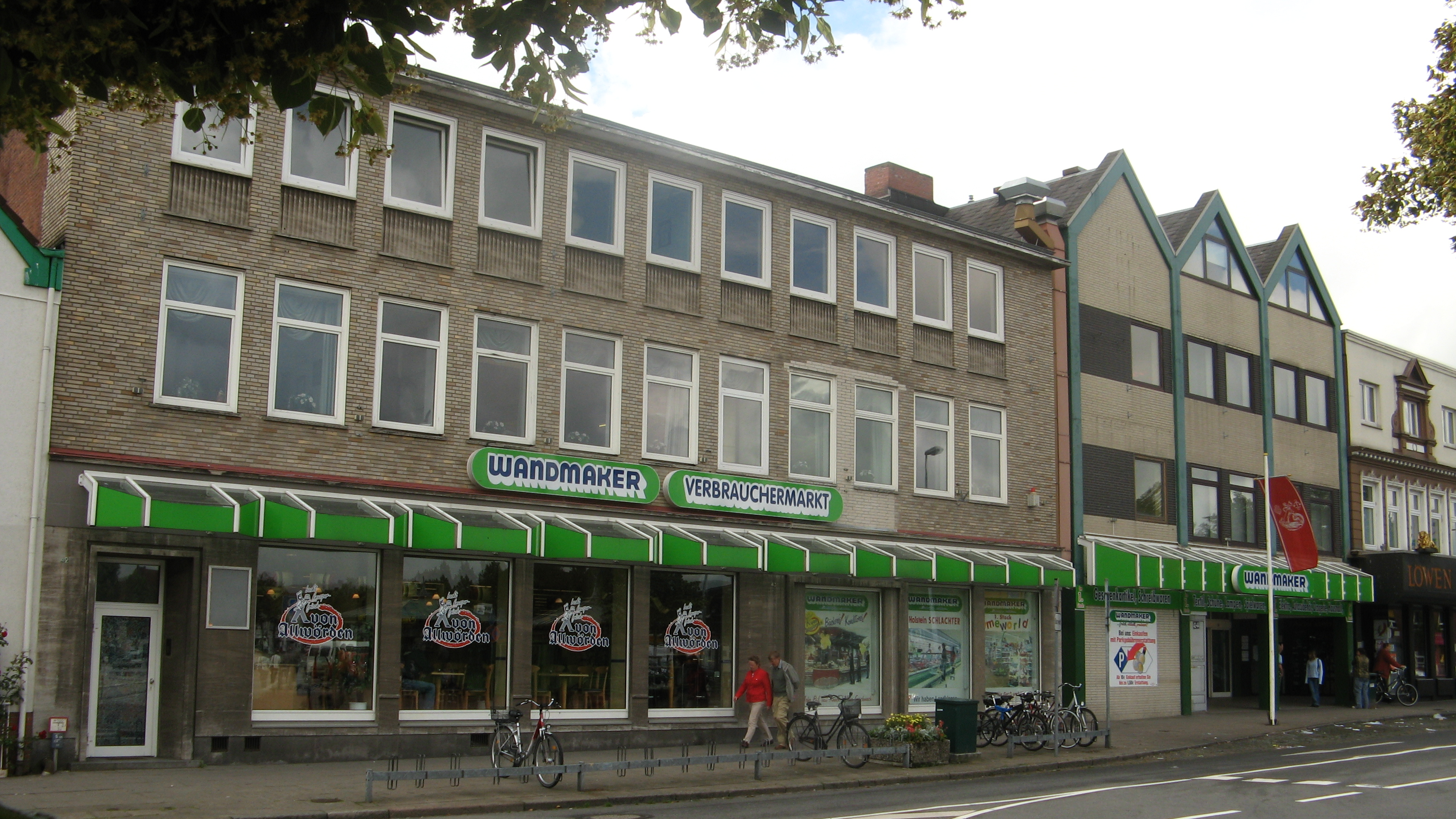
Wandmaker-Supermarkt in Heide (Holstein)

 Die Supermarktkette wuchs auf 43 Märkte an. 1975 verkaufte Wandmaker sein Unternehmen an die damalige Hussel AG, die zur Coop Kiel gehörte und die Märkte später an diese abtrat. Bis 1982 blieb er Geschäftsführer.
Wandmaker leugnete sämtliche Verbrechen der Wehrmacht und kritisierte deshalb auch die Wehrmachtsausstellung massiv. In der Broschüre „Die Reemtsma-Ausstellung“ der Staats- und Wirtschaftspolitischen Gesellschaft veröffentlichte er 1999 einen Artikel gegen die Wehrmachtsausstellung.
Motiviert durch eigene Beeinträchtigungen, begann sich Wandmaker nach der Rückkehr aus der Kriegsgefangenschaft mit Gesundheitsfragen zu beschäftigen. Anfang der 1950er Jahre wurde er Vegetarier. Er las Are Waerlands Buch Befreiung aus dem Hexenkessel der Krankheiten und begann, sich nach dessen Lebens- und Ernährungskonzept zu richten. Zudem besuchte er die von Waerland veranstalteten Seminare.
Im Jahre 2000 gründete Wandmaker WA Aktuell – Das vegane Rohkostmagazin. Es erscheint – herausgegeben von Wencke Prigge – noch heute im zweimonatlichen Rhythmus. Der Schwerpunkt liegt nach wie vor auf Informationen zur Rohkosternährung im Sinne von Helmut Wandmaker. Daneben kommen Personen zu Wort, die von ihren Erfahrungen erzählen, ihre bereits realisierten oder geplanten Projekte vorstellen und Tipps für die Umstellung auf eine ihrer Meinung nach gesündere Ernährung und Lebensweise geben.
Helmut Wandmaker ist Ehrenbürger seines Geburtsortes Schalkholz und „Verdienter Bürger“ von Tellingstedt, wo er auch wohnte. 2007 wurde am Fachbereich Wirtschaft der Fachhochschule Westküste durch eine „großzügige Stiftung“ eine Helmut-Wandmaker-Stiftungsprofessur für „die Bereiche Hospitality-Management, Gesundheitstourismus und Seniorentourismus“ eingerichtet.

## Ernährungslehre
Helmut Wandmaker propagierte eine Ernährungsform, die er „Sonnenkost“ nannte. Im Gegensatz zu dem Angebot seiner Supermarktkette basiert diese Diät zum Großteil auf Früchten und lehnt gekochte Mahlzeiten vollkommen ab. „Unsere Abstammung kennzeichnet uns als Früchteesser“, lautete eines der Credos Wandmakers und: „Nur drei Dinge solltest Du zu Dir nehmen: Reine Luft, sauberes Wasser und frische Nahrung, an die unser Körper seit Millionen von Jahren angepasst ist. Sie besteht vorwiegend aus Früchten und Grünblattgemüse.“ Wandmaker veröffentlichte drei Bücher zu dieser Thematik. Sie sind durch einen Sprach- und Argumentationsstil gekennzeichnet, der an das Schrifttum religiöser Gemeinschaften erinnert. Der Autor unterschied in „Erlöste“ – das sind Rohköstler, die Wandmakers Richtung strikt befolgen – und „Verdammte“ – diejenigen, die einer anderen Richtung anhängen oder sich gar nicht von Rohkost ernähren.

## Veröffentlichungen
- Willst Du gesund sein? Vergiß den Kochtopf! Waldthausen, Ritterhude 1988, ISBN 3-926453-04-4.
- Dick + krank oder schlank + gesund. Waldthausen, Ritterhude 1992, ISBN 3-926453-68-0.
- Rohkost statt Feuerkost. Wahre Gesundheit durch natürliche Nahrung. Goldmann, München 1996, ISBN 3-442-13912-0.